# Listă de personalități din Cluj-Napoca

## A
- Ferenc Ács (1876-1949), pictor;
- Vasile Adamescu (1944-2018), profesor și artist;
- Alexandru Agache (n. 1955), bariton;
- Ion Agârbiceanu (1882-1963), protopop onorar greco-catolic al Clujului, scriitor, publicist, director revista clujeană Tribuna;
- Ion I. Agârbiceanu (1907-1971), fizician român, proiectant al primului laser cu gaze din România;
- Bartolomeu (Valeriu) Anania (1921-2011), mitropolit ortodox, scriitor, publicist;
- János Apáczai Csere (1625-1659), filosof, pedagog;
- Visarion Aștileanu (1914-1984), paroh greco-catolic al Bisericii "Bob", apoi episcop ortodox al Aradului;

## B
- Ion R. Baciu (1921-2004), medic, profesor universitar, cetățean de onoare;
- Márton Ernő Balázs (n. 1957), informatician, profesor universitar;
- Nicolae Balotă (1925-2014), critic literar, eseist, publicist, profesor invitat la universitățile din Cluj și București
- Oana Ban (n. 1986), gimnastă, campioană olimpică;
- Miklós Bánffy (1873-1950), scriitor, grafician, scenograf, politician;
- George Barițiu (1812-1893), teolog greco-catolic, istoric și publicist român transilvănean, întemeietorul presei românești din Transilvania;
- Zaharia Bârsan (1878-1948), actor, regizor, primul director al Teatrului Național din Cluj;
- Nicolae Bănescu(1878-1971), istoric român, membru titular al Academiei Române, profesor universitar, rector al Universității Regele Ferdinand I din Cluj (1923-1924)
- Erich Bergel (1930-1998), dirijor, compozitor, cetățean de onoare;
- András Bethlen (1847-1898), politician maghiar
- Gaetano Biasini (1790-1847), profesor de scrimă, fondatorului primului hotel modern din Cluj, a primei companii de pompe funebre, a unei companii de transport internațional rapid și a primului birou de plasare a forței de muncă
- Irineu Bistrițeanu (n. 1953), teolog, arhiepiscop ortodox (de Alba Iulia);
- Lucian Blaga (1895-1961), filosof și scriitor, diplomat;
- Yehoshua Blau (Joshua Blau) (1919-2020), lingvist emigrat în Israel;
- Emil Boc (n. 1966), politician român, fost prim-ministru, primar al municipiului Cluj-Napoca;
- Ștefan Bocskay (1557-1606), principe al Transilvaniei;
- Ioan Bocșa (n. 1947), solist de muzică populară, profesor universitar, cetățean de onoare;
- Marius Bodochi (n. 1959), actor;
- Valeriu Bologa (1892-1971), medic, istoric al medicinii românești, profesor universitar, fondator al Școlii de istoria medicinii din Cluj
- Ioan Bolovan (n. 1962), academician, istoric român;
- János Bolyai (1802-1860), matematician, fondatorul geometriei non-euclediene;
- Sebastian Bornemisa, (1890-1953), filolog, publicist și politician, primar al  Clujului în 1932, 1938-1940
- Alexandru Borza (1887-1971), om de știință și fondator al Grădinii Botanice din Cluj,, preot greco-catolic, protopop onorar al Clujului; profesor universitar,  rector al Universității Regele Ferdinand I (1944-1945)
- Teodor Boșca (1922-1987), filolog, traducător poliglot;
- Sámuel Brassai (1800-1897), filolog, filosof, pedagog, om de știință;
- Smaranda Brăescu (1897-1948), prima femeie parașutist din România, campioană europeană la parașutism;
- Ion Buzea (n. 1934), tenor;

## C
- Moshe Carmilly-Weinberger (1908-2010), istoric evreu, mare rabin al Clujului ;
- Ioan Căianu (Ioannes Caioni) (1629-1687), călugăr franciscan transilvănean, primul autor de muzică cultă din Transilvania;
- Ilinca Călugăreanu (n. 1981), regizor, scenarist, stabilită în Marea Britanie;
- Dimitrie Călugăreanu (1868-1937), medic, fiziolog și naturalist român, membru corespondent al Academiei Române, profesor universitar, rector al Universității Regele Ferdinand din Cluj (1921-1922)
- Andrei Chindriș (n. 1999), fotbalist ;
- Ion Chiricuță (1918-1988), medic, profesor universitar;
- Antonin Ciolan (1883-1970), dirijor;
- Eliza Ciolan (1900-1980), pianistă, profesor universitar;
- Aurel Ciupe (1900-1988), pictor;
- Raul Ciupe (n. 1983), fotbalist;
- Nicolae Colan (1893- 1967), teolog, episcop ortodox al Clujului între 1936-1957, mitropolit ortodox al Ardealului între 1957-1967, membru (1942) al Academiei Române.
- Horia Colan (1926-2017), profesor universitar, academician, istoric al științei și tehnicii, rector al Institutului Politehnic din Cluj-Napoca (Universitatea Tehnică din Cluj-Napoca) între 1990-1992
- Liviu Comes (1918-2004), compozitor, profesor universitar, cetățean de onoare;
- Corneliu Coposu (1914-1995), jurist, gazetar, politician (PNȚ, PNȚCD);
- Doina Cornea (1929-2018), traducătoare, disidentă anticomunistă din România, politician PNȚCD;
- Matia Corvin (1443-1490), rege al Regatului Ungariei ;
- Ștefan Covaci (1920-1995), antrenor de fotbal;
- György Csapó (n. 1961), actor;
- Denisa Curte (n. 1979), sculptor;
- Marius Cuteanu (1917-2013), dirijor de cor; profesor de muzică

## D
- Traian Dârjan (1920-1945), aviator, pilot în cel de-al II-lea Război Mondial;
- Ferenc Dávid (David Francisc) (1510-1579), teolog, fondatorul Bisericii Unitariene ;
- Constantin Daicoviciu (1898-1973), academician, istoric, profesor universitar; rector al Universității Babeș-Bolyai (1956-1968)
- Hadrian Daicoviciu (1932-1984), istoric, profesor universitar;
- Antonina De Gerando (1845-1914), scriitor, pedagog, directoarea Școlii superioare de fete;
- Horia Demian (1942-1989), sportiv, jucǎtor de baschet;
- Gheorghe Dima (1847-1925), compozitor și dirijor, profesor universitar, membru de onoare al Academiei Române
- Alexandru Domșa (1903-1989), inginer, profesor universitar, primul rector al Institutului Politehnic din Cluj între 1953-1968
- Nicolae Drăganu (1884-1939),  filolog, lingvist, istoric literar, profesor universitar, rector al Universității Regele Ferdinand din Cluj, primar al municipiului Cluj între 1933-1938
- Jenő Dsida (1907-1938), poet;
- Gheorghe Bogdan-Duică (1866-1934),  istoric literar român, membru titular al Academiei Române, rector al Universității Regele Ferdinand din Cluj (1927-1928)

## E
- Ágnes Esterházy (1891-1956), actriță;
- Péter Eckstein-Kovács (n. 1956), jurist, politician;

## F
- Aaron Fazakas (n. 1974), compozitor;
- Dumitru Fărcaș (1938 - 2018), taragotist, cetățean de onoare;
- Lipót Fejér (1880-1959), matematician;
- Octavian Fodor (1913 - 1976), medic, academician, profesor universitar
- Erwin M. Friedländer (1925 - 2004), fizician american;

## G
- Mihai Gavrilă (n. 1929), fizician;
- Silvia Ghelan (1924-2019), actriță;
- Onisifor Ghibu (1883 - 1972), profesor universitar, pedagog, politician;
- Nicolae Ghilezan (n. 1938), medic chirurg, academician;
- Romeo Ghircoiașiu (1919-1995), muzicolog, profesor universitar, cetățean de onoare;
- Emil Grandpierre (1874–1938), scriitor, romancier, jurnalist și om politic maghiar;
- Sámuel Gyarmathi (1751-1830), lingvist, profesor la Colegiul Reformat din Zalău;
- Ileana Gyulai-Drîmbă (1946-2021), scrimeră, laureată olimpică;

## H
- Ionel Haiduc (n. 1937), academician și președinte al Academiei Române, profesor universitar, rector al Universității Babeș-Bolyai (1990–1993)
- Emil Hațieganu (1878-1959), jurist, politician (PNȚ), publicist, profesor universitar, rector al Universității Regele Ferdinand I (1928-1929)
- Iuliu Hațieganu (1885-1959), om de știință, medic,  profesor universitar, rector al Universității Regele Ferdinand I (1930-1931, 1940-1944);
- Maximilian Hell (1720-1792), astronom;
- Gáspár Heltai (1510-1574), pastor luteran, tipograf și scriitor;
- Horváth Gyöngyvér (n. 1952) graficiană;
- Iuliu Hossu (1885-1970), episcop greco-catolic de Cluj-Gherla, cardinal in pectore, senator, membru de onoare al Academiei Române;
- Lya Hubic (1911-2006), soprană, cetățean de onoare;

## I
- Iacob Iacobovici (1879-1959), medic chirurg român, profesor universitar, rector al Universității Regele Ferdinand I (1922-1923)
- Sonia Iovan-Inovan (1935-2024), gimnastă română, campioană olimpică;
- Ion Irimescu (1903-2005), sculptor, cetățean de onoare;
- Emil Isac (1886-1954), poet;

## J
- Jenő Janovics (1872-1945), actor, cineast, pionierul producției de film în Cluj;
- Tudor Jarda (1922-2007) compozitor, profesor, cetățean de onoare;

## K
- Anton Kagerbauer (1814-1872), arhitect;
- Sándor Kányádi (1929-2018), poet;
- Béla Károlyi (n. 1942), sportiv, antrenor;
- Károly Kós (1883-1977), arhitect, scriitor, grafician, publicist;
- Rudolf Kasztner (1906-1957), ziarist, activist sionist;

## L
- Romulus Ladea (1901-1970), sculptor, profesor;
- Ilie Lazăr (1895-1976), jurist, om politic (PNȚ);
- Ferenc László (1937-2010), muzicolog, profesor universitar;
- Hugo Logothetti (1852-1918), diplomat austro-ungar, ambasador la Teheran;

## M
- Alin Marginean (n. 1970), multiplu campion national la automobilism/ raliuri, scriitor, editor si istoric;
- Harry Maiorovici (1918-2000), compozitor de muzică de film, cetățean de onoare;
- Aureliu Manea (1945-2014), regizor de teatru;
- Iuliu Maniu (1873-1953), jurist, prim-ministru al României, politician PNȚ;
- Andrei Marga (n. 1946), profesor, rector al UBB, fost ministru al Educației;
- Cristian Marina (n. 1965), compozitor;
- Adrian Marino (1921-2005), critic, istoric, teoretician literar, publicist;
- Bogdan Marișca (n. 1970), pilot de raliuri;
- Áron Márton (1896-1980), episcop romano-catolic;
- János Martonyi (n. 1944), om politic, ministru de externe al Ungariei;
- Mihai Măniuțiu (n. 1954), regizor de teatru, scriitor, profesor universitar;
- Alin Mărginean (n. 1970), pilot de raliuri;
- Virgil Mihaiu (n. 1951), eseist, jazzolog;
- Achim Mihu (1931-2018), sociolog, antropolog, filosof, profesor universitar, cetățean de onoare;
- Sorin Misirianțu (n. 1969), actor, regizor, scenarist;
- Aurel Moga (medic) (1903-1977), medic, academician, profesor universitar, fost ministru al sănătății;
- Ion Moina (1921-1990), atlet, profesor de sport;
- Ioan Piuariu Molnar (1749-1815), medic oculist, filolog și traducător;
- Vlad Mugur (1927-2001), regizor de teatru, dramaturg
- Gheorghe (Ghiță( Mureșan (n. 1971), sportiv, baschetbalist;
- Ion Mureșan (n. 1955), scriitor, poet, publicist;
- Camil Mureșanu (1927-2015), istoric, academician, profesor universitar, director al Institului de Istorie "George Barițiu", cetățean de onoare;
- Ion Mușlea (1899-1966), folclorist, publicist;
- Ibrahim Muteferrika (1674-1745), fondatorul primei tiparnițe din Turcia;

## N
- Johannes Nachtigall (1717-1761), sculptor;
- István Nagy (1904-1977), scriitor;
- Raluca Nagy (n. 1979), scriitoare, antropolog;
- Ion Negoițescu (1921-1993), scriitor, publicist;
- Marțian Negrea (1893-1973), compozitor, profesor universitar;
- Aurel Negucioiu (1930-2012),  economist, profesor universitar, rector al Universității Babeș-Bolyai (1984-1989)
- Erasmus Julius Nyárády (1881-1966), botanist;
- Sava Negrean-Brudașcu (n. 1947), interpretă muzică populară;

## P
- Lajos Pákey (1853-1921), arhitect-șef al Clujului
- Farkas Paneth (1917-2009), sportiv, cetățean de onoare;
- Marian Papahagi (1948-1999), profesor universitar, critic literar, eseist, traducător, director al Accademia di Romania din Roma
- Stefan Pascu (1914-1998), istoric, academician, profesor universitar, rector al Universității Babeș-Bolyai (1968-1976)
- Ioan Pătruț (1914-1992), lingvist;
- Maria Peter (1925-2005), interpretă de folclor și romanțe
- Irina Petraș (n. 1947), scriitoare, publicist, editor;
- Marta Petreu (n. 1955), scriitoare, publicist, editor, profesor universitar
- Emil Petrovici (1899-1968), lingvist, profesor universitar, rector al Universității Victor Babeș din Cluj (1945-1951)
- Florin Piersic (n. 1936), actor;
- Ileana Ploscaru (1931 - 2023), actriță;
- Petru Poantă (1947 - 2013), critic literar, eseist, publicist
- Ioan Aurel Pop (n. 1955), academician, istoric, profesor universitar, rector al Univesității Babeș-Bolyai (2012–2020), președinte al Academiei Române
- Ana Pop-Corondan (1922-2005), interpretă de muzică populară și romanțe, cetățean de onoare
- Bazil Popa (1918-1987),  inginer termotehnician român, profesor universitar și rector al Institutului Politehnic din Cluj (1968-1976)
- Adrian Popescu (n. 1947), scriitor, poet, publicist, redactor-șef revista "Steaua"
- Dumitru Radu Popescu (1935-2023), academician, scriitor, dramaturg, scenarist de film, redactor-șef revista "Steaua" și "Tribuna", membru supleant în CC al PCR
- Carol Popp de Szathmáry (1812-1887), pictor, fotograf, publicist;
- Tiberiu Popoviciu (1906-1975), matematician, profesor universitar
- Eugen Pora (1909-1981), zoolog, ecofiziolog și oceanograf român, membru titular al Academiei Române;
- Paul-Jürgen Porr (n. 1951), medic, cadru didactic universitar, om politic (Forumul Democrat al Germanilor din România);
- Marius Porumb (n. 1943), academician, critic și istoric de artă, Director la Institutul de Arheologie și Istoria Artei Cluj-Napoca, cetățean de onoare;
- Răzvan Sorin Prișcă (n. 1987), politician (PSD)
- David Prodan (1902-1992), istoric
- Sextil Pușcariu (1877-1948), filolog și lingvist, istoric literar, pedagog, publicist, academician, profesor universitar, primul rector al Universității românești de la Cluj (1919-1920, 1940-1941)
- Mircea Valer Pușcă (n. 1952), inginer, disident anticomunist, om politic.

## R
- Emil Racoviță (1868-1947), biolog, speolog și explorator, academician, profesor universitar, rector al Universității Regele Ferdinand I (1929-1930)
- Éva Ráduly-Zörgő (n. 1954), atletă;
- Ion Rațiu (1917-2000), politician;
- Vasile Rebreanu (1934-2006), scriitor;
- Frigyes Riesz (1921-1990), matematician;
- Raluca Ripan (1894-1972), chimistă română, membru al Academiei Române, profesor universitar, rector al Universității Victor Babeș din Cluj (1951-1956)
- Constantin Rîpă (n. 1938), compozitor, poet, profesor universitar;
- Stella Roman (1904-1992), soprană;
- Anton Rónai (1906-1996), dirijor, artist emerit, cetățean de onoare;
- Dumitru D. Roșca (1895-1980), filozof, academician;
- Ana Rozsa-Vasiliu (1899-1987), soprană;
- István Ruha (1931-2004), violonist, cetățean de onoare;
- György Ruzitska (1786-1869), compozitor și dirijor;

## S
- Ioan Ovidiu Sabău (n. 1968), fotbalist, antrenor de fotbal;
- George Sbârcea (Claude Romano; 1914-2005), muzicolog, autor de muzică ușoară;
- Petre Sbârcea (1932-2021), dirijor, director al Filarmonicii de Stat "Transilvania";
- Christian W. Schenk (n. 1951), poet, traducător, eseist, cetățean de onoare 2000 ;
- Anton Schuchbauer (1719-1789), sculptor, specialist în  arta barocă ;
- Miron Scorobete (1933-2023), scriitor, publicist, cetățean de onoare, ;
- Ilona Silai (n. 1941), sportivă atletă, medalie de argint la Jocurile Olimpice de vară din 1968, Ciudad de México, Mexic
- Emil Simon (1936-2014), dirijor și compozitor, profesor universitar la Academia Națională de Muzică "Gheorghe Dima"
- István Somodi (1885-1963), atlet, medalie de argint la jocurile olimpice din 1908, săritura în înălțime;
- Dumitru Sopon (1936-2006), interpret de folclor, cetățean de onoare al Clujului,  precum și al statului Carolina de Sud (S.U.A);
- Gheorghe Spacu (1883-1955), chimist român, membru titular al Academiei Române din 1936, profesor universitar,  rector al Universității Regele Ferdinand I (1925-1926)
- Ludovic Spiess (1938-2006), artist liric, tenor;
- András Sütő (1927-2006), scriitor, publicist;
- Olga Szabó-Orbán (1938-2022), scrimeră, dublă campioană mondială;
- István Szamosközy (1570-1612), istoric;
- Béla Szőkefalvi-Nagy (1913-1998), matematician;
- Jenő Szervátiusz (1903-1983), sculptor;
- Bertalan Székely (1835-1910), pictor;

## Ș
- Mihai Șerban (1877-1947), agronom, profesor universitar, om politic (PNȚ);
- Larisa Șorban (1926-2002), prim-balerină;
- Raoul Șorban (1912-2006), scriitor, publicist, pictor, critic de artă, profesor universitar, cetățean de onoare al Clujului, precum și a statului Israel;
- Florian Ștefănescu-Goangă (1881-1958) ,  psiholog, membru corespondent (1937) al Academiei Române, profesor universitar, rector al Universității Regele Ferdinand I (1932-1940)

## T
- Anton Tauf (1946-2018), actor; profesor universitar, director al Teatrului Național "Lucian Blaga" din Cluj
- Sigismund Toduță (1908-1991), compozitor, profesor de muzică, membru corespondent al Academiei Române.
- Gábor Tompa (n. 1957), regizor de teatru, scriitor, directo al Teatrului Maghiar de Stat din Cluj;
- László Tőkés (n. 1952), episcop reformat;

## Ț
- Cornel Țăranu (1934-2023), compozitor, academician, profesor universitar;
- Radu Țuculescu (n. 1949), scriitor, publicist;

## U
- Cornel Udrea (1947-2024), scriitor, publicist, jurnalist radio;
- Lorenz Umling (1707-1790), pictor biserici protestante, meșter tâmplar
- Melania Ursu (1940-2016), actriță de teatru și film; profesor universitar

## V
- Alexandru Vaida-Voievod (1872-1950), medic, politician și publicist român ;
- Ion Vartic (n. 1944), critic literar și eseist, publicist, profesor universitar;
- Virgil Vătășianu (1902-1993), academician, istoric de artă, medievist, profesor universitar, cetățean de onoare;
- Veress Ferenc (1832-1916), fotograf și inventator de origine maghiară, profesor de fotografie la Universitatea Franz Joseph din Cluj, publicist
- Iosif Viehmann (1925-2016), speolog, jazzolog,  profesor universitar, cetățean de onoare;
- Dorel Vișan (n. 1937), actor, director al Teatrului Național „Lucian Blaga” din Cluj, profesor universitar, cetățean de onoare,
- Ion Vlad (1929-2022), critic și istoric literar, rector al Universității „Babeș-Bolyai” (1976-1984), cetățean de onoare;

## W
- Abraham Wald (1902 - 1950), matematician american;
- Ferdinand Weiss (1932 - 2002), pianist, profesor universitar.

## Z
- Mircea Zaciu (1928-2000), critic și istoric literar; profesor universitar, membru de onoare al Academiei Române,
- Aurel Zegreanu (1905-1979), jurist, magistrat, politician, scriitor;
- Octavian Zegreanu (1938-2004), biolog, specialist toxicolog, membru al Uniunii Scriitorilor din România;

## Vezi și
- Lista personalităților îngropate în Cimitirul Hajongard din Cluj